# Eduard Saxinger
Eduard Saxinger (* 8. Mai 1818 in Weidenholz, Gemeinde Waizenkirchen, Bezirk Eferding (heute Bezirk Grieskirchen); † 5. Mai 1902 in Linz) war Kaufmann und Abgeordneter zum Österreichischen Abgeordnetenhaus.

## Leben
Eduard Saxinger war Sohn des Drogerie-Mitbesitzers Johann Saxinger († 1855). Nach dem Besuch einer Normalschule in Linz ging er von 1830 bis 1837 auf das Stiftsgymnasium Kremsmünster und von 1838 bis 1839 auf das Polytechnikum Wien. Er machte seine Praxis in Drogerien in Wien, übernahm im Jahr 1842 die Leitung des elterlichen Geschäfts und wurde später Besitzer der Drogerie „Haselmayers Erben“ in Linz. 1849 war er Mitgründer und Mitglied des Ausschusses, 1852 Direktor, 1856 Kurator und von 1884 bis 1890 Präsident der Allgemeinen Sparkasse in Linz.
Von 1870 bis 1871 war er Obmann des Vereins für Verschönerung der Stadt Linz und ihrer Umgebung. Er war Ehrenbürger von Linz und Ritter des kaiserlich österreichischen Franz-Joseph-Ordens.
Er starb am 5. Mai 1902 im Alter von 83 Jahren, knapp vor seinem 84. Geburtstag, an einer Lungenentzündung.
Er war römisch-katholisch und ab 1844 verheiratet mit Juliana Prunnhuber († 1893), mit der er zwei Töchter und drei Söhne hatte, wobei zwei Söhne jung verstorben sind.

## Politische Funktionen
Er war im Jahr 1861 Gemeinderat und von 1868 bis 1881 Vizebürgermeister von Linz.
Eduard Saxinger war vom 4. November 1873 bis zum 22. Mai 1879 Abgeordneter des Abgeordnetenhauses im Reichsrat (V. Legislaturperiode) und war dort für die Kurie Oberösterreich, Städte 1 (Linz, Urfahr, Ottensheim, Gallneukirchen) zuständig.

## Klubmitgliedschaften
Eduard Saxinger war ab 1873 Mitglied im Fortschrittsklub, danach im Klub der Linken, ab dem 25. Februar 1878 fraktionslos und ab dem 31. Oktober 1878 im Neuen Fortschrittsklub.